# フェルハン・ハサニ
フェルハン・ハサニ（Ferhan Hasani 、1990年6月18日 - ）は、ユーゴスラビア（現北マケドニア）・テトヴォ出身のプロサッカー選手。サッカー北マケドニア代表。ポジションはMF。

## クラブ経歴
地元クラブであるKFシュケンディヤでプロキャリアをスタート。
2011年12月16日、ドイツ・ブンデスリーガのVfLヴォルフスブルクに3年契約で完全移籍。
2013年9月2日、デンマークのブレンビーIFに2年契約で完全移籍。
2015年7月、古巣KFシュケンディヤに復帰。2017-18シーズンは27試合で22得点を決め、クラブのリーグ優勝に貢献。自身も得点王のタイトルを獲得した。
2018年8月17日、サウジアラビアのアル・ラーイドFCに移籍。
2019年10月18日、フィンランドのHJKヘルシンキに単年契約で加入。
2021年1月26日、アルバニアのFKパルティザニ・ティラナに加入。シーズン終了後、契約満了により退団。

## 代表歴
2010年12月22日、中国代表とのフレンドリーマッチでマケドニア代表デビュー。
2012年2月29日、ルクセンブルク代表とのフレンドリーマッチで代表初ゴールを決めた。

### 代表戦での得点
| No. | 開催日        | 会場                       | 対戦国         | 得点 | 結果 | 大会                        |
| --- | ------------- | -------------------------- | -------------- | ---- | ---- | --------------------------- |
| 1.  | 2012年2月29日 | スタッド・ヨジー・バーテル | ルクセンブルク | 1–0  | 1–2  | 親善試合                    |
| 2.  | 2016年10月9日 | ピリッポス2世アレナ        | イタリア       | 2–1  | 2–3  | 2018 FIFAワールドカップ予選 |

## タイトル

### クラブ
シュケンディヤ
- プルヴァ・マケドンスカ・フドバルスカ・リーガ: 2010–11, 2017–18
- マケドニアカップ: 2015–16, 2017-18
- マケドニア・スーパーカップ: 2010–11

### 個人
- プルヴァ・マケドンスカ・フドバルスカ・リーガ得点王: 2017–18